# 八通關古道

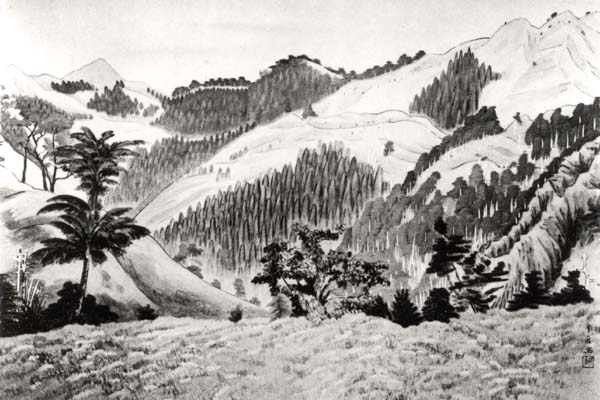
台灣日治時期日本畫家村上無羅所畫的《八通關》，即八通關草原，八通關古道正通過該草原。該畫完成於1941年，第四回府展入選

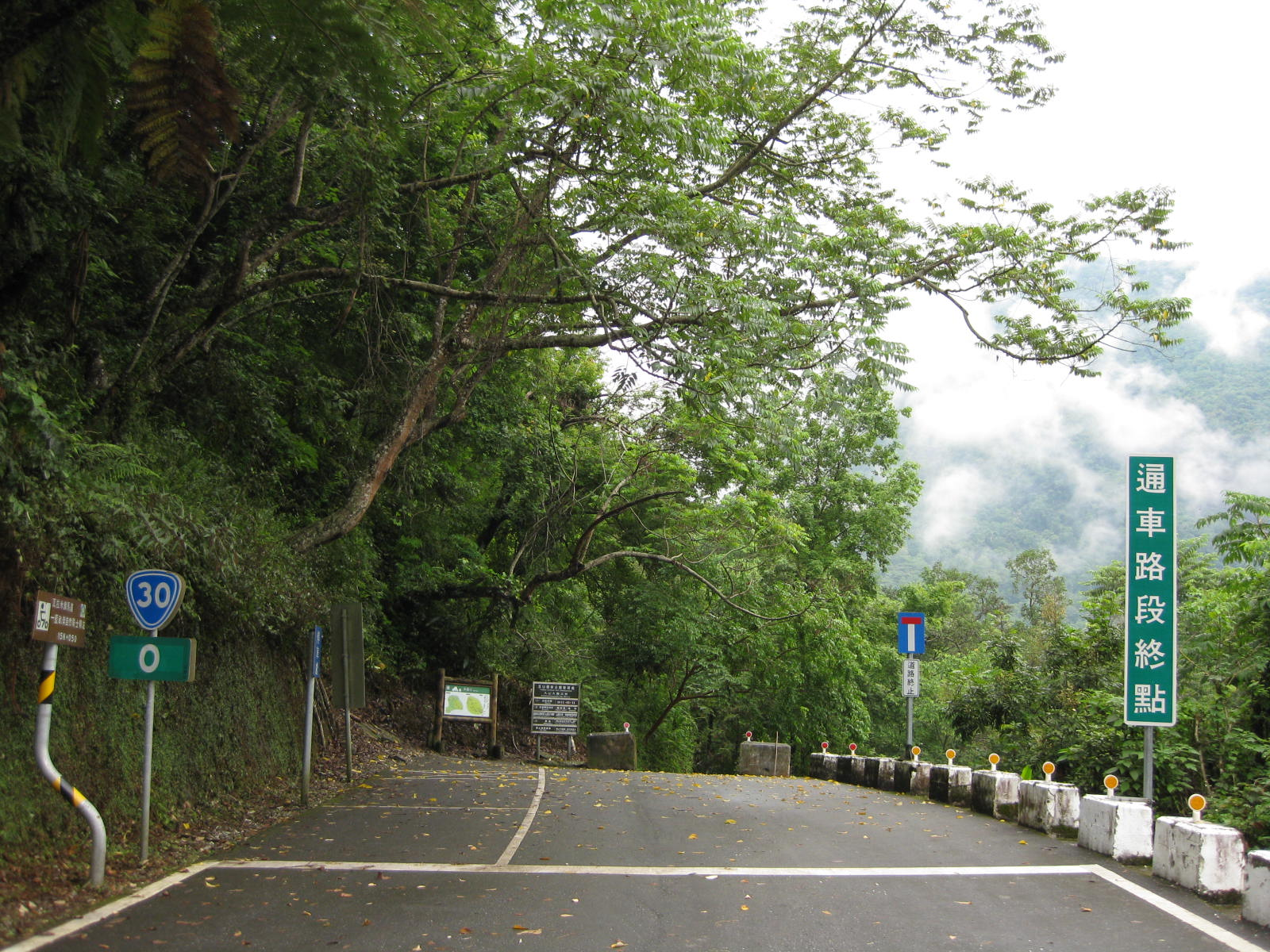
瓦拉米步道是沿用現存的日治八通關越嶺道，圖為台30線（原台18線東段）西端起點處

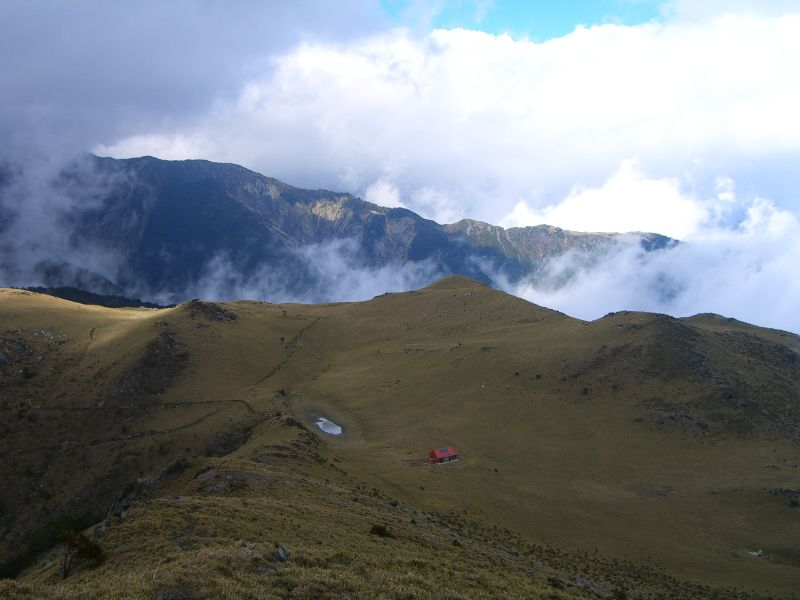
大水窟是清代、日治兩條古道交會之處

八通關古道，是台灣清治時期所建第一批連通台灣本島前後山的北、中、南三條開山道路中的中路，也是目前僅存的完整的一條。該古道於光緒元年（1875年）完工，西起林圮埔（今南投縣竹山鎮），東至璞石閣（今花蓮縣玉里鎮），全長265華里（約152公里），目前為中華民國內政部所頒訂的中華民國國定古蹟。
日治時1921年修建完工的另一條「八通關越道路」，為區別路線不同的這兩者，文獻有稱清治的為八通關「古道」、日治的為「越嶺道」，也有「清古道」、「日古道」等區別稱法。

## 古道緣起
八通關古道的開鑿為清代經營台灣中部地區政策上一個重要的轉捩點。建造該古道的決定，主要取決於兩個因素。一方面，1874年，日軍以牡丹社事件為由，出兵攻打台灣的原住民，再加上各列強覬覦台灣，使朝中有識之士開始體認到台灣邊防地區之重要性，而有沈葆楨奏請開山撫番之議。另一方面，由於台灣西岸平原之墾殖已經完成，墾地不敷使用，移民械鬥事件經常發生，但東部仍有廣大未開之土地，惟因中央山脈阻擋，遷徙墾殖較難，沈葆楨之議遂為眾所歡迎。
於是，在勘查台灣全島形勢以後，沈葆禎擬開發三條連通台灣前後山的開山道路，包括北路（由噶瑪蘭蘇澳至花蓮奇萊）、中路（由竹山鎮林圮埔至花蓮璞石閣）、以及南路（由屏東射寮至台東卑南）。其中的中路就是現在所稱的「八通關古道」，是由總兵吳光亮負責闢建。清代隨後陸續還有開闢其他開山道路，最後一條為「集集水尾道路」，今稱為「關門古道」。
吳光亮在1875年1月率兵2000餘人由林圮埔（竹山）開山東進，途中侵佔許多原住民領土，經大坪頂、鳳凰、牛轀轆（原隸鹿谷1955年改隸現稱永興村）、茅埔、楠仔腳萬（久美）、東埔社心、八通關、大水窟、以迄璞石閣（玉里），在同年11月完工。其規模頗大，路寬6尺，遇岩石便砌石式築成階段，遇溪流便舖棧道，並於要地設置營壘。此道完成之後，清廷即刻廣募眾民，配合官兵屯墾，並使台灣對漢人開放。但拓墾政策因天然環境及原住民對土地主權的捍衛，成效並不好。在這種情況下，八通關古道僅20年間即成廢道。
八通關古道全長265華里（約152公里）。

## 日治時期的重整
台灣日治時期，日本政府為了實行理蕃政策，乃重新測繪路線，分東、西兩段另闢一條「八通關越道路」。1919年6月，在大批武裝警察的警戒下，八通關越警備道路正式動工。道路全線於1921年1月完工。東、西二段以大水窟為分界點，西段自楠仔腳萬（今信義鄉久美村）起至大水窟，長約42公里，東段自玉里至大水窟，長82公里145公尺。日人修築之八通關越道路與清朝之八通關古道，路徑完全不同，而且幾乎完全沒有重疊之處。日人興築八通關越橫斷道路之目的，除聯絡東西部交通外，更著眼於加強對深山原住民的統治與「教化」，並進行林野自然資源的開發，故沿線設置眾多警官駐在所的相關設施。
1920至30年代曾有人提出將八通關越道路鋪設為高山鐵道，也有計畫將八通關越道路改建為自動車（汽車）道的「八通關越橫斷道路」計畫，但是都未付諸實現。

## 現存的古道
在二次大戰結束以後，日治八通關越道曾一度荒廢，後經台灣省林務局整修部分道路，作為林業護管使用。現存古道有部份為清古道，部分為日治時期古道，而日治時期古道佔大部份，且維護較好，可能與日人沿路設駐警所有關。目前古道較明顯且可通行的部分，是從東埔一鄰開始，經陳有蘭溪右岸的父子斷崖、雲龍瀑布、樂樂、對關、一直到八通關草原為止，再過去就不容易行走。古道大部分路徑因淹沒在山野荒草間，辨識不易，除八通關草原留明顯的古道遺跡外，東端步道出口為玉里鎮山風（台30線起點）。
目前的八通關古道，全部是在玉山國家公園的管轄範圍內。1987年，內政部正式將清代八通關古道列為國家一級古蹟，種類為「遺址」。

## 古道路線地名
由西向東，前山（數字為距離里）：
林圮埔（今竹山）…17…大坪頂（羌仔寮，今鹿谷村）…7…大水窟…4…頂城（今鳳凰村）…2…萬年亨衢碑…1…鳳凰山麓（今鳳凰眼）…4…平溪（今田底）…14…茅埔（今南投縣信義鄉愛國村）…8…紅魁頭（今風櫃斗）…5…頭社仔坪（今新鄉）…5…南仔腳蔓（楠仔腳萬，今久美）…8…合水（今和社）…11…東埔社心（鄒語：斧頭之意，今東埔一鄰）…3…霜山橫排…7…東埔坑頭（樂樂溫泉）…5…陳坑（乙女瀑布匯流口）…10…鐵門洞…10…獅頭山（觀高山山腹）…10…八同關…10…雞公山（今八通關山西峰南稜）…10…八母坑（今杜鵑營地下方溪底）…13…架札／水崛（南投花蓮縣界，大水窟）
- 林圮埔－茅埔另有支線後來取代主線：林圮埔…12…社寮…10…龜仔頭…25…牛轀轆（今水里鄉永興村）…20…茅埔

後山：
架札／水崛…5…雙峰仞…5…粗樹腳…4…大崙溪底…5…大崙坑（太魯那斯，布農語：為細竹之意）…10…雅託（那那托克，布農語：為蓪草之意，首音節重複為許多蓪草之意）…10…神仙嶺…10…雷風洞／雷峰洞…10…玉屏山溪…10…奇淋山…10…打淋社（塔洛木，布農語：為箭竹，許多箭竹之意）…10…黃崎…10…排山…20…璞石閣（今玉里）

### 引用
1. ↑  . 交通部觀光局. 2008-04-30  [2017-10-20]. （原始内容存档于2020-09-29）.

## 外部連結
- 玉山國家公園官方網站（页面存档备份，存于）